# Ross Welford
Ross Welford (* in Cullercoats, North Tyneside, North East England) ist ein englischer Kinderbuchautor, der hauptsächlich Science-Fiction- und Fantasyromane schrieb.

## Leben
Ross Welford wurde in der Kleinstadt Cullercoats in der Metropolregion North Tyneside in England geboren. Er besuchte die University of Leeds, ehe er nach London zog, um Journalist und TV-Produzent zu werden.
Ross Welford hat an vielen bekannten britischen Sendungen mitgewirkt, zum Beispiel bei This Morning von ITV, bei Pet Rescue, bei einer dreiteiligen Dokumentation in Spanien und bei Big Breakfast für Channel 4. Außerdem hat Welford eine Zaubershow für Sky, eine Comedy-Clip-Show, eine Promi-Talk-Show, eine Late-Night-Diskussionssendung und eine Teenager-Reality-Show namens Cruel Summer produziert.
Nach seinem ersten Bucherfolg beschloss er, sich ganz dem Schreiben zu widmen. 
2019 wurde Welford in den Magic Circle aufgenommen.

## Werke

### Kinderbücher
- Zeitreise mit Hamster (2016, Originalsprache Englisch)
- Was du niemals tun solltest, wenn du unsichtbar bist (2017, Originalsprache Englisch)
- Der 1000-Jährige Junge (2018, Originalsprache Englisch)
- Der Hund, der die Welt rettet (2019, Originalsprache Englisch)
- Das Kind vom anderen Stern (2020, Originalsprache Englisch)

(Anm.: Bei einigen Büchern mag der Originaltitel von der deutschen Übersetzung abweichen)

## Privates
Welford lebt mit seiner Familie, einem Border Collie und einigen tropischen Fischen in London.